# Luís Lynce de Faria
Luís Lynce de Faria – portugalski rugbysta, dziesięciokrotny reprezentant Portugalii w rugby union mężczyzn. 
Jego pierwszym meczem w reprezentacji było spotkanie z Hiszpanią, które zostało rozegrane 27 marca 1966 w Madrycie. Ostatni raz w reprezentacji zagrał 12 maja 1968 z Włochami w Lizbonie. 